# Волейболен жаргон
- ас (на английски: ace) – начален удар достигнал директно точка;
- антени – две пръчки, обикновено от стъклопластик, поставени в двата края на мрежата, и ограничаващи пространството през което може да се прехвърли топката в противниковото игрище. Височината им е 1 м над мрежата, като трябва да бъдат разграфени на 10 см. с бяло и червено;
- аут (на английски: out) – попадане на топката извън игрището, докосване на антените или предмет извън игрището;
- балон (балонна топка) – вдигната топка към крайните нападатели с много висока парабола
- байрактари – странични съдии с флагчета, които следят за попадането на топката извън игралното поле по дадена линия.
- блок-аут – грешка при която след докосване на топката от играч тя отива в аут
- брожка – виж къса топка, на името на чешкия волейболист Брож, който първи започва да изпълнява къси топки [1];
- бъркане (при блокада) – пренасяне на ръцете на блокиращия в полето на противника над мрежата;
- бъркане (като грешка) – докосване на топка, която е преминала в противниковото игрище
- втора линия – играч намиращ се в зоните 1, 5 и 6. При нападение той трябва да отскочи по-назад от триметровата линия;
- въртене – завъртане на играчите по часовниковата стрелка с цел преминаване на играчите в следваща зона преди спечелен начален удар;
- вдигни си чорапите – когато блокадата довежда до попадане на топката близо до мрежата виж също изяде му партенките
- гейм – обособена част от волейболната игра, която завършва при спечелването на 25 или 15 (в петия гейм) точки с две точки аванс. Волейболната среща се провежда до спечелването на 3 гейма от единия отбор. При всеки гейм игрищата се сменят. Понякога се използва понятието сет(set).;
- двоен удар – последователно докосване на топката от един играч повече от един път;
- джоб – мястото между мрежата и ръцете на блокадата;
- изяде му партенките (гуменките) – много успешна блокада при която топката от блокадата се забива директно в полето противника;
- каска – удар на топката в главата на противник след нападение;
- къс диагонал – нападение, при което топката се напада по диагонала така че да попадне близо до мрежата, преди триметровата линия;
- къса топка – вдигната за нападение топка в непосредствена близост до разпределителя;
- мрежа – докосване на мрежата, разделяща двете полета, от играч;
- носена топка – задържане на топката повече от един удар или претъркулването ѝ по тялото на играча;
- натискане – способ на атака при волейбола, при който топката се натиска със сила върху ръцете на блокиращите, за да бъдат изместени назад и да падне в тяхното поле. Понякога се използва за да се изкара топката от блокадата в аут.;
- остра топка – вдигната топка с ниска парабола;
- пайп – забиване на нападател от зона 6 зад гърба на централния блокировач;
- планиращ (флот) сервис – разновидност на изпълнението на начален удар, при който топката при летежа си се отклонява от линията на сервиса. Може да се отклонява вляво и дясно или нагоре-надолу.;
- плонж (попивка) – посрещане на топка с приземяване напред;
- пляскане – лек удар по топката при забиване за да падне близо до мрежата;
- по конец, направо нарисувана – много точен пас;
- престъпване – настъпване на линията на третия метър при нападение от задна линия, крайната линия при сервис или средната линия между двете полета;
- пускане – насочване на топката при нападение с върховете на пръстите, за да се преодолее висока или добре поставена блокада;
- първа топка – разпределяне на топката направо от посрещане;
- сервис до небето – разновидност на изпълнението на начален удар при игра на открито. Удара се изпълнява така, че топката да отиде много нависоко и при спускането и слънцето да пречи за нейното посрещане.;
- силов (смаш) сервис – изпълнение на начален удар с максимална сила и бързина на топката.
- скъсен (къс) сервис – изпълнение на начален удар така, че топката да падне възможно най-близко до мрежата;
- спорна топка – топка при която съдията не може да отсъди правилно. Обикновено при двойна грешка. Разиграването се повтаря, без да се отсъжда точка в полза на единия отбор.;
- трети метър (тройка) – много остро забита топка, която попада пред триметровата линия;
- триметрова линия – линия начертана успоредно на мрежата на три метра разстояние, разделяща предната от задната зона на игрището;
- филе (грешка) – четири удара от единия отбор;
- филе (мрежа) – горният ръб на мрежата, който обикновено е облечен с плат с ширина 5 см.;
- чадър – блокадата покрива топката и отгоре;
- чекмедже - след сервис топката удря филето по такъв начин, че тя пада неспасяемо в противниковото поле в непосредствена близост до мрежата;